# Río Mijares
El río Mijares (Millars en valenciano) es un río del este de la península ibérica que nace en la sierra de Gúdar, en el término municipal de El Castellar, provincia de Teruel, de la unión de diversos ríos, a unos 1600 m de altitud y que desemboca entre los términos de Almazora y Burriana, en la provincia de Castellón, tras 159 kilómetros de recorrido entre ambas provincias.

## Nacimiento
El río Mijares tiene su nacimiento en la sierra de Gúdar, en el término municipal de El Castellar, provincia de Teruel. El paraje es espectacular. Podemos disfrutar del merendero unos kilómetros más abajo de su nacimiento en Cedrillas. En invierno ofrece hermosas vistas y en verano un sitio fresco donde poder disfrutar de la naturaleza.

## Afluentes
Cerca de su nacimiento está también el de su principal afluente el Valbona y el del también afluente Albentosa. Además del río Maimona en el término de San Agustín. Ya en la Comunidad Valenciana los principales afluentes del Mijares son el río Montán en el término de Montanejos, el barranco de Palos en Arañuel, la rambla de la Viuda y el Linares o río Villahermosa en Vallat.

## Régimen fluvial
El régimen del río es pluvial mediterráneo si bien con un ligero matiz nival debido a la altura a la que nace. Ello provoca en el curso bajo del río la existencia de un periodo de relativo caudal en febrero y junio, superados en octubre y notorios descensos en enero y sobre todo agosto. El carácter mediterráneo del río provoca la existencia de grandes crecidas de las cuales las más importantes fueron la de 1922 con un máximo de 3000 m³/s y la de 1957 de la que no se tienen estimaciones debido a que destruyó los aforos.
La superficie de la cuenca es de 4028 km² y el caudal medio es de 14,72 m³/s, en la localidad de Cirat.

## Desembocadura
En su desembocadura forma una especie de albufera alargada de unos 90 metros de anchura, que se hace más angosta en la línea de la costa por el avance de un cordón litoral desde el norte que la cierra parcialmente (40 metros).

## Curso alto

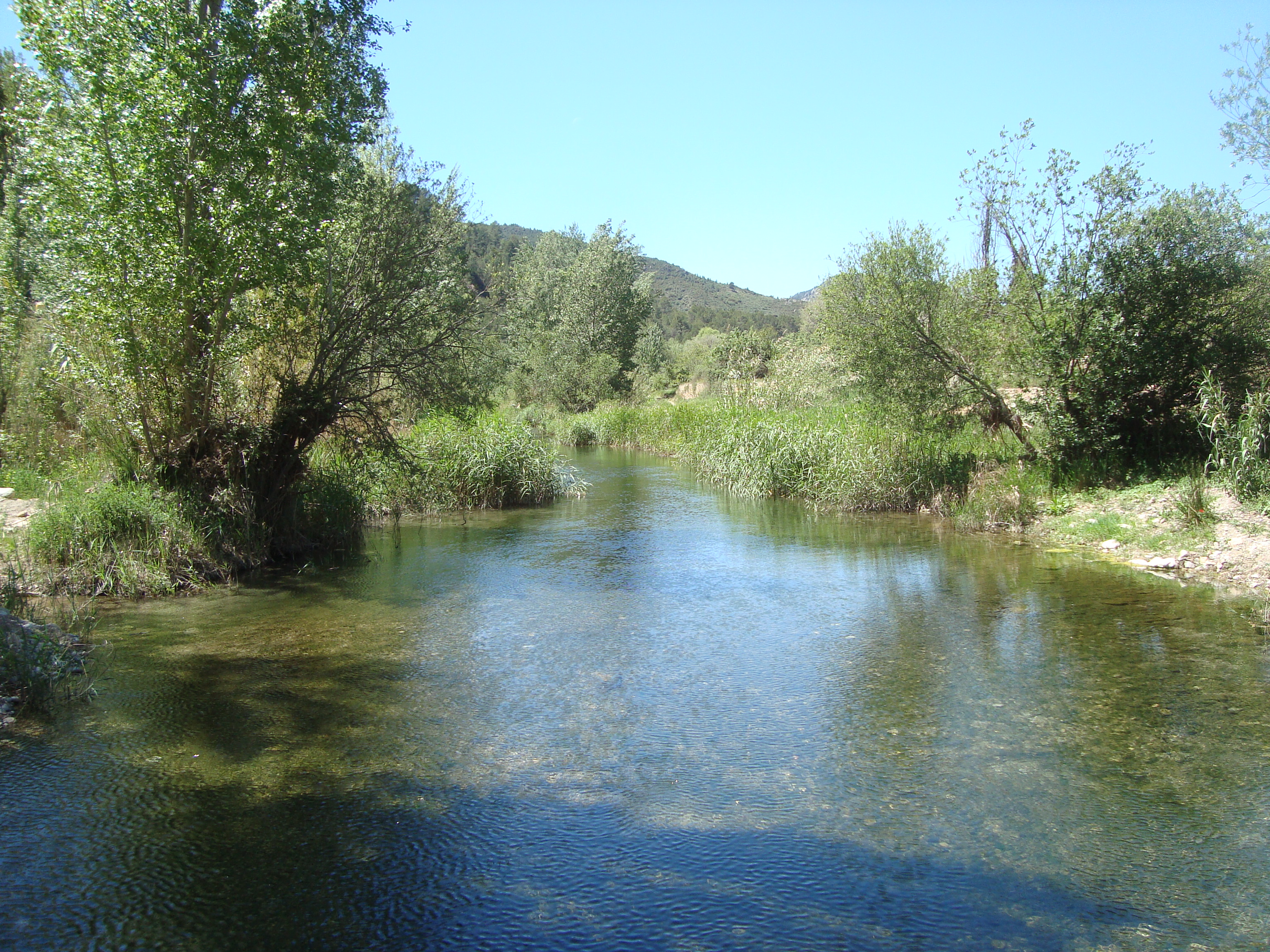
El río Mijares a su paso por Arañuel

El curso alto del río, discurre encajado en calizas carstificadas formando un profundo desfiladero con una senda ferrata, el estrecho de la Hoz, que se encuentra en el término municipal de Formiche Alto. Es en el trazado entre la provincia de Teruel y Montanejos, donde hay más cortados y canteras, así como en la parte ocupada por el pantano de Arenós o Arenoso. Este profundo desfiladero tiene unas hermosas manifestaciones en las inmediaciones de Montanejos (desfiladero de  Chillapájaros, Barranco de la Maimona y Salto del Caballo, por ejemplo), el estrecho de la Cuaz en Arañuel, donde la carretera CV-20 atraviesa el río y queda abrigada por la pared vertical del desfiladero, así como el tramo entre Toga y Torrechiva, con un desnivel de 300 m de pared vertical y viene a terminar en Fanzara, donde el valle se abre hacia el llano de inundación que forma la comarca de la Plana.

## Aprovechamiento
El aprovechamiento de las aguas del río para el riego es muy importante, siendo un total de 43.530 ha las que se benefician de sus aguas. De ellas 41.065 ha (94 %) se encuentran en la provincia de Castellón, mientras que las 2.470 ha restantes (6 %) están en la provincia de Teruel. La mayor parte de la zona de regadío a la que abastece (77 %) se localiza en la cuenca baja, aguas abajo de los embalses de María Cristina, que no pertenece a la cuenca del Mijares, pues se abastece de la rambla de la Viuda, aunque su Comunidad de Regantes utiliza mayoritariamente las aguas procedentes del Mijares, y Sichar. En esta zona, la superficie de regadío es muy superior a la destinada a secano (79 y 21 % respectivamente). Los cítricos constituyen el cultivo predominante, con un porcentaje próximo al 87 % de la superficie en regadío de la citada zona.
Existe una red de aprovechamiento para generar energía eléctrica, encontrándonos con varias centrales hidroeléctricas casi desde su cabecera. Desde el embalse de los Toranes, existe un canal subterráneo hasta la central de La Hoz en San Agustín, desde allí otro canal las lleva a la central de Los Villanuevas en Olba. Allí se recogen en un azud las aguas hasta la central de Los Cantos en Puebla de Arenoso, ya en la Provincia de Castellón. Las aguas llegan al embalse de Arenós y a dos kilómetros está  la Presa de Cirat, en Montanejos, que recoge las aguas hasta la central del mismo nombre. Allí, la presa de Vallat, en Cirat, recoge las aguas hasta la Central de Vallat, donde existe la presa de Ribesalbes. De nuevo el agua es trasladada hasta de Central del Colmenar, rodeando el Embalse de Sichar. Todas las centrales pertenecen a Iberdrola Renovables y funcionan controladas por telemando y precisan una mejora para optimizar recursos, ya que disponen de turbinas construidas antes de 1970. El ecosistema fluvial del río se ve perjudicado, pues la realidad es que el agua circula por los canales de las centrales eléctricas y no se deja ningún tipo de caudal ecológico en el recorrido desde Los Toranes a Sichar.

### Embalses y presas

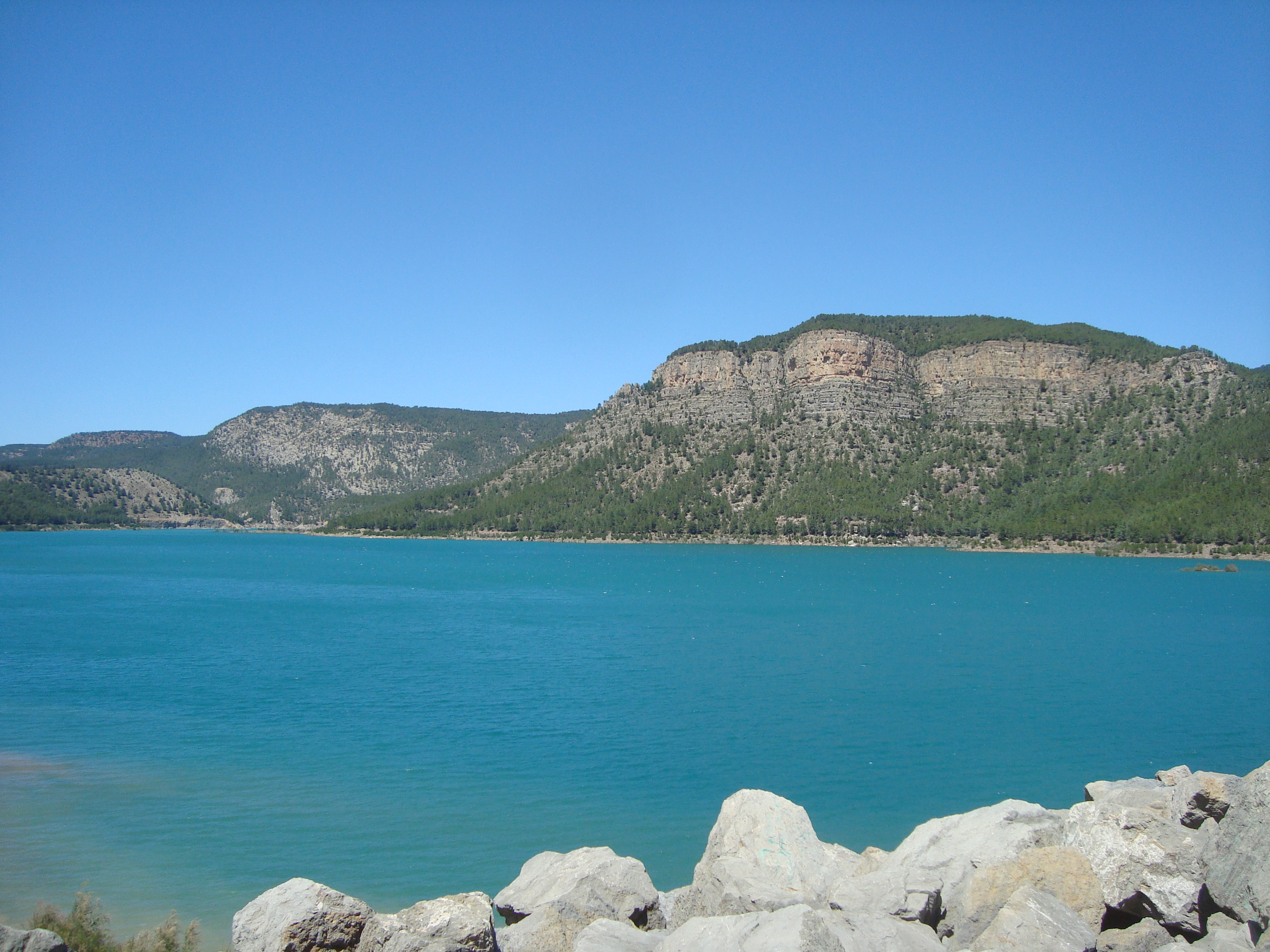
Embalse de Arenoso

Hay muchos embalses y presas.

#### Pantano de Arenoso

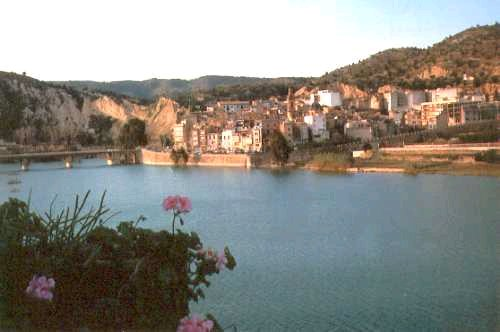
Embalse de Sichar y la localidad de Ribesalbes

El río, entra a la provincia de Castellón por el embalse de Arenoso, construido sobre el antiguo pueblo de Campos de Arenoso, derruido e inundado por las aguas del embalse.
El embalse tiene una capacidad de 136,9 hm³.
Tanto el desagüe de fondo, como la toma de riego y el nuevo aliviadero intermedio cruzan por túneles la ladera izquierda del embalse y desaguan aguas abajo de la presa.

#### Embalse de Sichar
El embalse de Sichar (Sitjar en valenciano), es el que regula el riego de la Plana y controla las crecidas del río.
El embalse tiene una capacidad de 49,3 hm³.

##### Desagües
El embalse tiene tres desagües:
- Desagüe de Fondo: vacía por completo el pantano (tiene una capacidad de 60m³ por segundo)
- Desagüe Intermedio: expulsa 12 m³ por segundo.
- Superior: expulsa 180 m³ por segundo.
- Válvula de Riego: expulsa el agua necesaria para el riego en la zona de un día.

#### Otros embalses
- Embalse de Alcora, de 2,2 hm³.
- Embalse de María Cristina, en la rambla de la Viuda, cerca de su confluencia con el Mijares, de 18,4 hm³.